# Licania occultans
Licania occultans är en tvåhjärtbladig växtart som beskrevs av Ghillean `Iain' Tolmie Prance. Licania occultans ingår i släktet Licania och familjen Chrysobalanaceae. Inga underarter finns listade i Catalogue of Life.